# Cropia bowreyi
Cropia bowreyi là một loài bướm đêm trong họ Noctuidae.